# Vicente Sánchez
Vicente Martín Sánchez Bragunde (Montevideo, 7 dicembre 1979) è un allenatore di calcio ed ex calciatore uruguaiano, di ruolo attaccante, tecnico ad interim del Cruz Azul.

## Carriera

### Club
Debutta nel Sud América, trasferendosi al Tacuarembó prima di fare il salto di qualità ed approdare al Nacional Montevideo, una delle due grandi dell'Uruguay. Dal 2001 al 2008 ha militato nel Toluca, in Messico. Proprio nel 2008 è arrivato in Bundesliga, allo Schalke.
Ala veloce e buon finalizzatore, è un giocatore che è parte più o meno stabile della Nazionale di calcio dell'Uruguay.

### Nazionale
Con la Celeste ha partecipato alle edizioni 2004 e 2007 della Copa América.

## Statistiche

### Statistiche da allenatore
Statistiche aggiornate al 19 settembre 2021.
| Stagione        | Squadra         | Campionato      | Campionato | Campionato | Campionato | Campionato | Coppe nazionali | Coppe nazionali | Coppe nazionali | Coppe nazionali | Coppe nazionali | Coppe continentali | Coppe continentali | Coppe continentali | Coppe continentali | Coppe continentali | Altre coppe | Altre coppe | Altre coppe | Altre coppe | Altre coppe | Totale | Totale | Totale | Totale | % Vittorie | Piazzamento |
| Stagione        | Squadra         | Comp            | G          | V          | N          | P          | Comp            | G               | V               | N               | P               | Comp               | G                  | V                  | N                  | P                  | Comp        | G           | V           | N           | P           | G      | V      | N      | P      | %          | Piazzamento |
| --------------- | --------------- | --------------- | ---------- | ---------- | ---------- | ---------- | --------------- | --------------- | --------------- | --------------- | --------------- | ------------------ | ------------------ | ------------------ | ------------------ | ------------------ | ----------- | ----------- | ----------- | ----------- | ----------- | ------ | ------ | ------ | ------ | ---------- | ----------- |
| gen.-giu. 2025  | Cruz Azul       | PD              | 9          | 5          | 3          | 1          | -               | -               | -               | -               | -               | CCC                | 4                  | 3                  | 1                  | 0                  | LC          | 0           | 0           | 0           | 0           | 13     | 8      | 4      | 1      | 61,54      | Interim     |
| Totale carriera | Totale carriera | Totale carriera | 9          | 5          | 3          | 1          |                 | -               | -               | -               | -               |                    | 4                  | 3                  | 1                  | 0                  |             | -           | -           | -           | -           | 13     | 8      | 4      | 1      | 61,54      |             |

## Palmarès

### Giocatore

#### Club

##### Competizioni nazionali
- Campionato messicano: 2

Toluca: Apertura 2002, Apertura 2005
- Campionato uruguaiano: 1

Nacional: 2011-2012

#### Individuale
- Pallone d'oro (Messico): 1

Apertura 2006

### Allenatore

#### Club

##### Competizioni internazionali
- CONCACAF Champions' Cup: 1

Cruz Azul: 2025